# M. Butterfly
M. Butterfly is een Amerikaanse film uit 1993 van regisseur David Cronenberg. Het scenario is van David Henry Hwang en was gebaseerd op het toneelstuk met dezelfde titel. Jeremy Irons, John Lone, Ian Richardson, Barbara Sukowa en Annabel Leventon zijn de hoofdrolspelers.

## Verhaal
Het verhaal is gebaseerd op ware gebeurtenissen (zie Shi Pei Pu) en vertelt het verhaal van René Gallimard (Irons), een Frans diplomaat die in de jaren 1960 in Peking gestationeerd is. Hij begint een affaire met de Chinese operazanger Song (Lone), die hem bespioneert in opdracht van de Chinese overheid. Hun affaire duurt 20 jaar en al die tijd is Gallimard zich niet bewust (of doet alsof) van het feit dat in de traditionele Chinese opera alle rollen door mannen gespeeld worden. Gallimard wordt echter betrapt en wordt voor verraad berecht, waardoor hij de ware aard van zijn relatie onder ogen moet zien. Geconfronteerd met de ondraaglijke waarheid dat zijn geliefde een man is, speelt hij Butterfly, de vrouw die stierf voor een onmogelijke liefde.

## Rolverdeling
| Acteur            | Personage                |
| ----------------- | ------------------------ |
| Jeremy Irons      | René Gallimard           |
| John Lone         | Song Liling              |
| Barbara Sukowa    | Jeanne Gallimard         |
| Ian Richardson    | ambassadeur Toulon       |
| Annabel Leventon  | mevrouw Baden            |
| Shizuko Hoshi     | kameraad Chin            |
| Richard McMillan  | collega van de ambassade |
| Vernon Dobtcheff  | agent Etancelin          |
| David Hemblen     | inlichtingenagent        |
| Damir Andrei      | inlichtingenagent        |
| Antony Parr       | inlichtingenagent        |
| Margaret Ma       | zangeres                 |
| Tristram Jellinek | advocaat                 |
| Philip McGough    | procureur                |
| David Neal        | rechter                  |